# Малуддарт

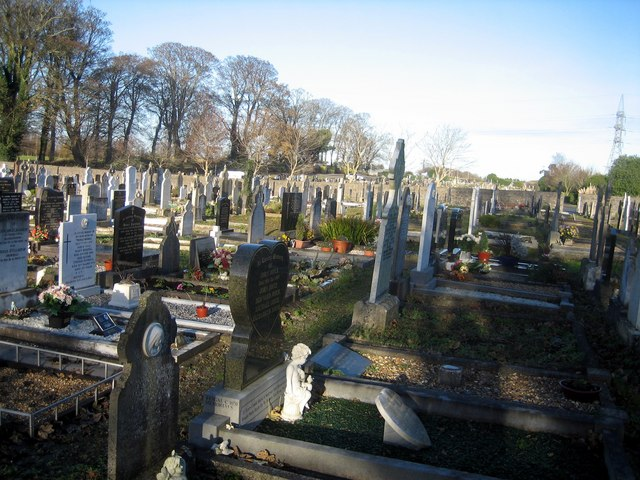
Местное кладбище

Малуддарт (англ. Mulhuddart; ирл. Mullach Eadrad) — пригород в Ирландии, находится в графстве Фингал (провинция Ленстер).

## Месторасположение и транспорт
Малуддарт ранее входил в состав другого дублинского пригорода Бланчардстаун. В настоящее время через территории пригорода проходит национальная автомагистраль N3 с двухсторонним движением.
Малуддарт в основном состоит из главной улицы, ранее известной под именем «Нэйвен-Роуд», на которой расположены автозаправочная станция, ряд магазинов и кафе, школа и другие объекты социальной инфраструктуры.
Пригород граничит с другим пригородом Дублина Дамастауном, на территориях которых находится одно из крупнейших промышленных предприятий Дублина — филиал корпорации IBM со штатом более 4 тысяч человек.